# 河田正親
河田 正親（かわだ まさちか、？－元和3年（1617年））は、戦国時代から江戸時代初期の六角氏・上杉氏家臣。河田直親の子で長親の養子。初名は親詮。通称は源七郎。
近江国野洲郡河田（現在の滋賀県守山市川田町付近）の人。父の直親は甥にあたる長親が上杉謙信に登用されて越後国に移住した後も近江河田に留まって六角義賢に仕え、正親も六角氏に仕えて義賢の小姓を務める。ところが、永禄11年（1568年）に観音寺城が織田信長の攻撃を受けた際に父が戦死し、その後も六角氏に従って抵抗を続けるが没落する。その後、元亀2年（1571年）に伯父である河田元親（直親の長兄・長親の父）が越後にいる息子・長親を頼って移住すると、正親も元親を頼って移住する。天正2年（1574年）、長親から越中国内の所領を与えられて養子となる。天正9年（1581年）に長親が死ぬと、越後に移る。長親の没後、嫡男の岩鶴丸が後を継ぐが天正14年（1586年）に14歳で死去すると、後継者が定まらずに混乱する。慶長2年（1597年）、正親は豊臣秀吉が上杉景勝に命じた伏見舟入の造営工事に奉行として功績を挙げたことから、長親未亡人（北条高広の娘）の推挙もあって河田氏の家督を継いだ。上杉氏の移封後は福島奉行などを務め、子孫は米沢藩に仕えた。